# ニンニクカズラ

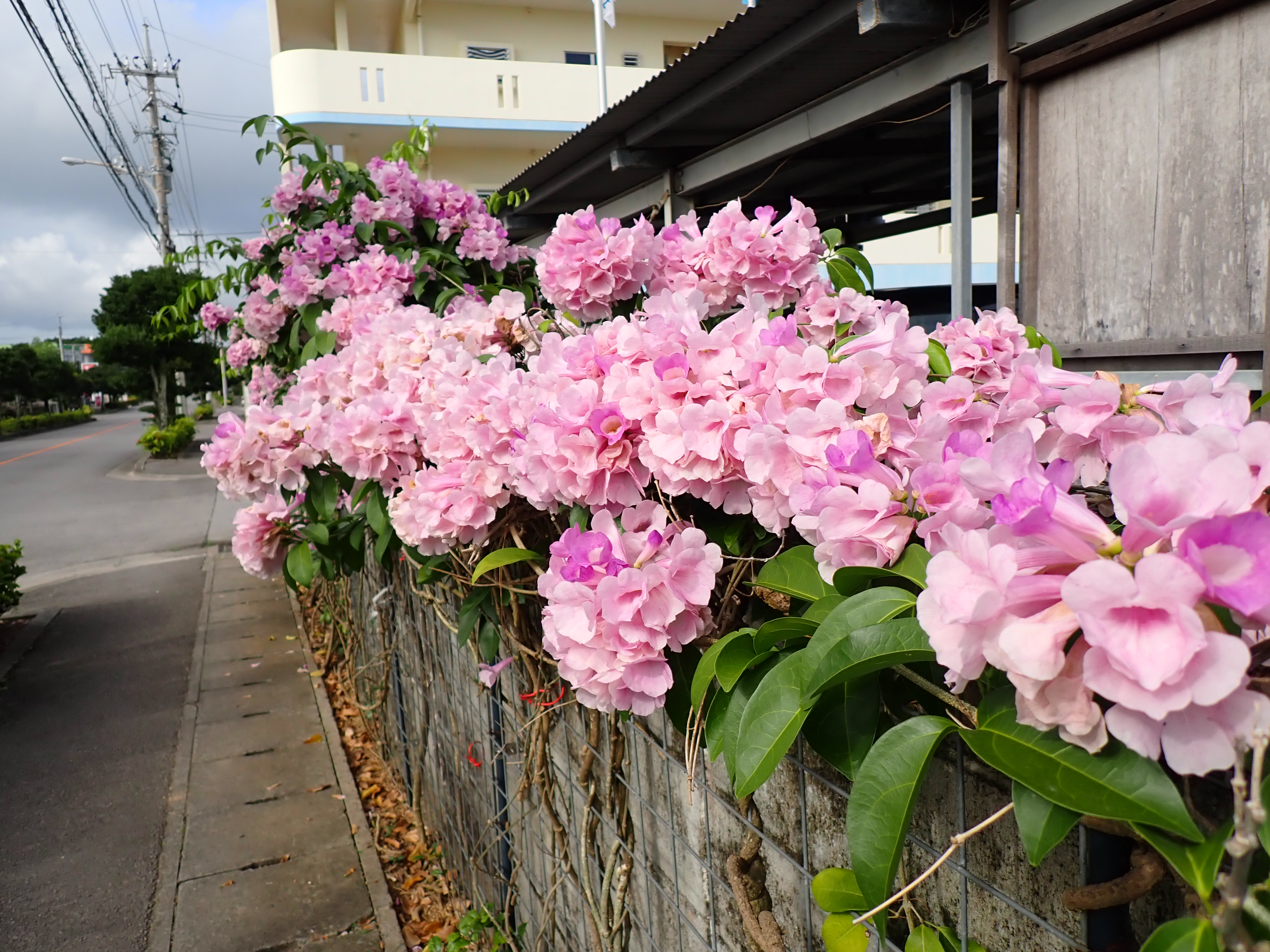
ニンニクカズラの植栽
（2024年6月 沖縄県石垣市）

ニンニクカズラ（別名ガーリックカズラ、学名：Mansoa alliacea）はノウゼンカズラ科ニンニクカズラ属またはマンソア属のつる性常緑樹。学名については、以前の図鑑やYListではPseudocalymma alliaceumとし、POWOではM. alliaceaを標準、P. alliaceumをシノニムとしている。本項ではPOWOおよび最近の図鑑に従い、学名をM. alliaceaと表記する。

## 特徴
地植えでは4–5 mに伸び、よく分枝する。葉は２小葉からなり、対生する。小葉間に巻きひげが出ることがあり、物に巻きつく。小葉は卵形で革質、全縁で厚く、長さ6–10 cm。花序は葉腋から出て10輪ほどの花を房状につける。花は紅紫色で咲いたあと淡桃色に変わり、濃淡が混じる。花冠は直径4 cm、長さ5 cmの漏斗状で、先は5つに裂ける。年1–2回開花し（5–7月と9–12月）、花つきは初夏より秋が多く、盛花期には樹冠一面が花で覆われ、葉が見えないこともある。実は長さ20 cm前後。和名と種小名は、葉や花を揉むとニンニク臭がすることに由来する。

## 分布
原産地に関する記述は文献により異なり、アルゼンチン、南アメリカ、西インド諸島・中南米、ギアナ・ブラジル、熱帯アメリカ原産とされ、POWOではコロンビア～ボリビアの南米北部原産でアルゼンチンは記録無し、西インド諸島は移入としている。沖縄へは戦後に導入された。

## 利用
公園樹のほか、民家の生け垣や庭木、棚作りに用いられる。性質は強く、どこでも生育するが、日当たりと排水が良く肥沃な場所で生長が早い。耐潮・耐風性は強いが乾燥にはやや弱い。剪定は枝を間引く程度とし、新芽を摘み側芽発生を促す。病虫害は少ない。繁殖は種子、挿し木や取り木による。